# María (Almería)
María est une commune de la province d'Almería, Andalousie, en Espagne.

## Administration
| Période                                  | Période | Identité | Étiquette | Qualité |
| ---------------------------------------- | ------- | -------- | --------- | ------- |
| N/A                                      | N/A     | N/A      | N/A       | Maire   |
| Les données manquantes sont à compléter. |         |          |           |         |

## Économie
Vin de pays Norte de Almería
La commune fait partie de la zone couverte par l'appellation « vin de pays » (es) (Vino de la Tierra) Norte de Almería (es),
une indication géographique réglementée en 2003. Les quatre communes de la comarque Los Vélez (province d'Almeria) en font partie : 
Chirivel, 
María, 
Vélez-Blanco,
Vélez-Rubio.